# Vincent Demarconnay
Vincent Demarconnay, né le 5 avril 1983 à Poitiers, est un footballeur français qui évolue au poste de gardien de but. 
Depuis le 12 décembre 2020, il est le joueur le plus capé de l'histoire du Paris FC en détrônant Lamri Laachi.

## Biographie
C'est lorsqu'il accompagne son grand frère pour un tournoi de poussin qu'il découvre le poste de gardien, et il intègre rapidement le SO Châtellerault.
Mais en début de carrière, il connaît le chômage à 21 ans, une période où il a également perdu son père, et connaît de graves blessures (deux ruptures des ligaments croisés du genou gauche, une opération d'un ménisque). Il décide cependant de poursuivre sa carrière et retourne même jouer en amateur avec les Sables d'Olonnes, après avoir pourtant joué un match en professionnel avec le Mans FC, où il a été formé. Il se relance avec le SO Romorantin en 2007, en National.
En 2008, il signe avec l'équipe du Paris FC, avec qui il joue 7 saisons en National, avant de monter en Ligue 2. Au total, il a joué plus de 250 matchs en championnat.
Régulièrement nommé joueur du mois de son équipe ou du championnat, il est respecté par ses adversaires notamment grâce à sa gentillesse et son fair-play.
Il est élu meilleur gardien de la saison 2018-2019 de Ligue 2.
En 2020, il attaque à 37 ans une 13e saison de suite au Paris FC, toujours en tant que titulaire. Il prolonge à nouveau en 2021 et 2022.
À l'issue de la fin de la saison 2022-2023, Vincent Demarconnay prend sa retraite sportive avec 372 apparitions au compteur du club de la capitale parisienne.

## Statistiques
| Saison                | Club                  | Championnat           | Championnat | Championnat | Coupe nationale | Coupe nationale | Coupe de la Ligue | Coupe de la Ligue | Barrages | Barrages | Total | Total |
| Saison                | Club                  | Division              | M.          | B.          | M.              | B.              | M.                | B.                | M.       | B.       | M.    | B.    |
| 2004-2005             | Le Mans FC            | Ligue 2               | 1           | 0           | 1               | 0               | -                 | -                 | -        | -        | 2     | 0     |
| 2007-2008             | SO Romorantin         | National              | 8           | 0           | -               | -               | -                 | -                 | -        | -        | 8     | 0     |
| 2008-2009             | Paris FC              | National              | 3           | 0           | -               | -               | -                 | -                 | -        | -        | 3     | 0     |
| 2009-2010             | Paris FC              | National              | 24          | 0           | 1               | 0               | -                 | -                 | -        | -        | 25    | 0     |
| 2010-2011             | Paris FC              | National              | 30          | 0           | 2               | 0               | -                 | -                 | -        | -        | 32    | 0     |
| 2011-2012             | Paris FC              | National              | 7           | 0           | 4               | 0               | -                 | -                 | -        | -        | 11    | 0     |
| 2012-2013             | Paris FC              | National              | 17          | 0           | -               | -               | -                 | -                 | -        | -        | 17    | 0     |
| 2013-2014             | Paris FC              | National              | 25          | 0           | -               | -               | -                 | -                 | -        | -        | 25    | 0     |
| 2014-2015             | Paris FC              | National              | 34          | 0           | -               | -               | -                 | -                 | -        | -        | 34    | 0     |
| 2015-2016             | Paris FC              | Ligue 2               | 2           | 0           | 1               | 0               | 1                 | 0                 | -        | -        | 4     | 0     |
| 2016-2017             | Paris FC              | National              | 24          | 0           | 2               | 0               | 2                 | 0                 | 2        | 0        | 30    | 0     |
| 2017-2018             | Paris FC              | Ligue 2               | 36          | 0           | 1               | 0               | 1                 | 0                 | -        | -        | 38    | 0     |
| 2018-2019             | Paris FC              | Ligue 2               | 37          | 0           | -               | -               | -                 | -                 | 1        | 0        | 38    | 0     |
| 2019-2020             | Paris FC              | Ligue 2               | 17          | 0           | 4               | 0               | 1                 | 0                 | -        | -        | 22    | 0     |
| 2020-2021             | Paris FC              | Ligue 2               | 36          | 0           | -               | -               | -                 | -                 | 1        | 0        | 37    | 0     |
| 2021-2022             | Paris FC              | Ligue 2               | 33          | 0           | -               | -               | -                 | -                 | 1        | 0        | 34    | 0     |
| 2022-2023             | Paris FC              | Ligue 2               | 22          | 0           | 5               | -               | -                 | -                 | -        | -        | 27    | 0     |
| Sous-total            | Sous-total            | Sous-total            | 347         | 0           | 20              | 0               | 4                 | 0                 | 5        | 0        | 376   | 0     |
| Total sur la carrière | Total sur la carrière | Total sur la carrière | 356         | 0           | 21              | 0               | 4                 | 0                 | 5        | 0        | 386   | 0     |

## Distinctions
En décembre 2018, il remporte le trophée UNFP du joueur du mois de Ligue 2.
Lors des trophées UNFP du football 2019, il est désigné meilleur gardien de Ligue 2.